# U-417
Unterseeboot 417 foi um submarino alemão do Tipo VIIC, pertencente a Kriegsmarine que atuou durante a Segunda Guerra Mundial.

## Comandantes
| Comandante               | Data                                         |
| ------------------------ | -------------------------------------------- |
| Oblt. Wolfgang Schreiner | 26 de setembro de 1942 - 11 de junho de 1943 |

## Subordinação
Durante o seu tempo de serviço, esteve subordinado às seguintes flotilhas:
| Período                                     | Flotilha                                  |
| ------------------------------------------- | ----------------------------------------- |
| 26 de setembro de 1942 - 31 de maio de 1943 | 8. Unterseebootsflottille (treinamento)   |
| 1 de junho de 1943 - 11 de junho de 1943    | 6. Unterseebootsflottille (serviço ativo) |